# Václav Mezřický
Václav Mezřický (11. listopadu 1934, Kolín – 26. března 2018) byl český právník, zabývající se zejména právem životního prostředí.

## Mládí a studia
Václav Mezřický se narodil do rodiny veterináře v Kolíně. Od roku 1953 studoval práva. V roce 1958, tři měsíce před státními závěrečnými zkouškami, dostal negativní posudek při třídních prověrkách a byl nucen na dva roky přerušit studia. Nastoupil na vojenskou prezenční službu a promoval až v roce 1960. Po vysoké škole nastoupil jako advokátní koncipient v Ostravě, Havlíčkově Brodě a v Praze. V roce 1965 odešel do advokacie, o rok později emigroval jeho bratr na západ.

## Šedesátá léta
V letech 1968 až 1969 působil jako tajemník generálního prokurátora Miloše Čeřovského.

## Období normalizace
V letech 1969–1989 pracoval v Ústavu státu a práva ČSAV. Byl zakládajícím členem Ekologické sekce Biologické společnosti ČSAV, jejímž členem byl v letech 1978-1989.

## Po roce 1989
V roce 1990 byl jmenován prvním náměstkem ministra životního prostředí Bedřicha Moldana. Od roku 1991 přednášel na Právnické fakultě UK. V letech 1990-1991 působil jako poradce u Světové banky ve Washingtonu, v letech 1991-1992 byl poradcem prezidenta Evropské banky pro rekonstrukci a rozvoj v Londýně. Byl členem Legislativní komise Ministerstva životního prostředí, byl spoluautorem Strategie udržitelného rozvoje ČR, schválené vládou v roce 2004. V roce 1993 získal titul docent, na Univerzitě Karlově působil jako vedoucí katedry práva životního prostředí právnické fakulty. V letech 2007-2008 byl generálním sekretářem Ústavního soudu.